# حمض الميفيناميك
حمض ميفيناميك هو عقار مضاد للالتهابات غير ستيرويدي يستخدم لعلاج الألم، بما في ذلك آلام الطمث. وعادة ما يُوصف للتعاطي بالفم.
حمض الميفيناميك يُخفض الالتهابات (التورم) والانقباضات الرحمية بواسطة تقنية لا تزال مجهولة. بيد أنه يُعتقد أن له صلة بتثبيط مركب البروستاجلاندين.
بما ان عمليات التمثيل الغذائي -الأيض- في الكبد تلعب دورا هاما في القضاء على حمض الميفيناميك، فيُمكن أن يوصف جرعات منخفضة للمرضى الذين يعانون من قصور في وظائف الكبد. وقد يؤدي الفشل الكلوي أيضا إلى تراكم العقار وعناصره في جهاز الإخراج. ولذلك لا ينبغي أن يوصف حمض الميفيناميك للمرضى المصابين بالأمراض الكلوية.
| الأسماء التجارية                                                                                |
| ----------------------------------------------------------------------------------------------- |
| Ponstel ، Ponstan ، Ponstal ، Parkemed ، Mafepain ، Mephadolor ، Meftal ، Dyfenamic ، Potarlon. |

## آثار جانبية
من المعروف أن حمض ميفيناميك يسبب اضطراب في المعدة، لذلك فمن المستحسن أن تؤخذ الجرعات المنصوص عليها جنبا إلى جنب مع الطعام أو الحليب. حالات النعاس قد تحدث أيضا. وبالتالي، فمن المستحسن تجنب القيادة أو شرب الكحول عند أخذ هذا الدواء.
هناك آثار جانبية أخرى بسيطة من حمض الميفيناميك تشمل صداع، عصبية، وقيء. وآثار جانبية خطيرة قد تشمل الإسهال، القيء الدموي، دم في البول، رؤية مشوشة، طفح جلدي، حكة وتورم، احتقان الحلق والحمى. يُنصح باستشارة طبيب على الفور في حالة ظهور أي من هذه الاعراض عند أخذ هذا الدواء.
الأدوية المضادة للالتهابات غير الستيرويدية (NSAIDs) قد تزيد من ارتفاع ضغط الدم. قد يرغب الأشخاص الذين يعانون من ارتفاع ضغط الدم واختلال البطين الأيسر وفشل القلب في تجنب المسكنات.

## مُركب
كحمض الفيناميك، قد يكون توليف هذا المركب من 2-حامض الكلوربنزويك و2,3 ثنائي ميثيل الأنيلين. 